# كورنيليوس فاندربلت ويتني
كورنيليوس فاندربلت ويتني (بالإنجليزية: Cornelius Vanderbilt Whitney)‏ هو كاتب ومنتج أفلام وشخصية أعمال وكاتب للأطفال أمريكي، ولد في 20 فبراير 1899 في روسلين في الولايات المتحدة، وتوفي في 13 ديسمبر 1992 في ساراتوغا سبرينغس في الولايات المتحدة.

## وصلات خارجية
- كورنيليوس فاندربلت ويتني على موقع IMDb (الإنجليزية)
- كورنيليوس فاندربلت ويتني على موقع الموسوعة البريطانية (الإنجليزية)
- كورنيليوس فاندربلت ويتني على موقع قاعدة بيانات الفيلم (الإنجليزية)